# Swartsreactie
De Swartsreactie, genoemd naar de Belgische scheikundige Frédéric Swarts die ze in 1892 beschreef, is een chemische reactie waarin fluorhoudende halogeenkoolwaterstofverbindingen gevormd worden. De reactie gebruikt een metaalfluoride als reagens; Swarts gebruikte antimoon(III)fluoride. In de reactie gebeurt een substitutie (uitwisseling) van een chloor- of broomatoom door een fluoratoom.
De Swarts-reactie is onder andere toegepast voor de productie van freonen, bijvoorbeeld van trichloorfluormethaan (freon-11) en dichloordifluormethaan (freon-12) uit tetrachloormethaan:
{\displaystyle \mathrm {CCl_{4}\ +\ SbF_{3}\longrightarrow \ CCl_{3}F\ +\ SbClF_{2}} }
{\displaystyle \mathrm {CCl_{3}F\ +\ SbF_{3}\longrightarrow \ CCl_{2}F_{2}\ +\ SbClF_{2}} }